# John Howard (filántropo)
John Howard FRS (2 de septiembre de 1726-20 de enero de 1790) era un inglés filántropo y reformista de las prisiones.

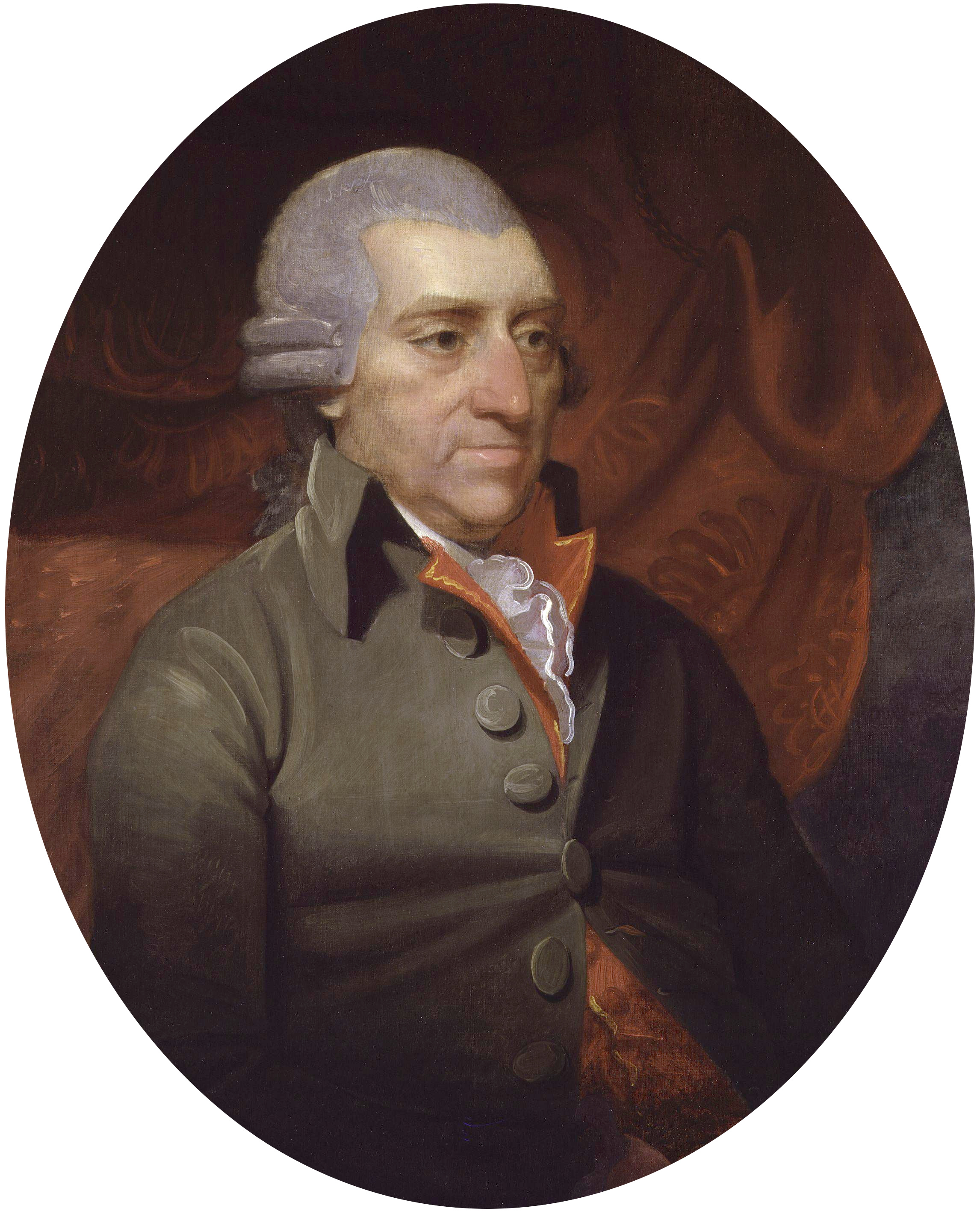
John Howard (1789) por Mather Brown

## Primeros años

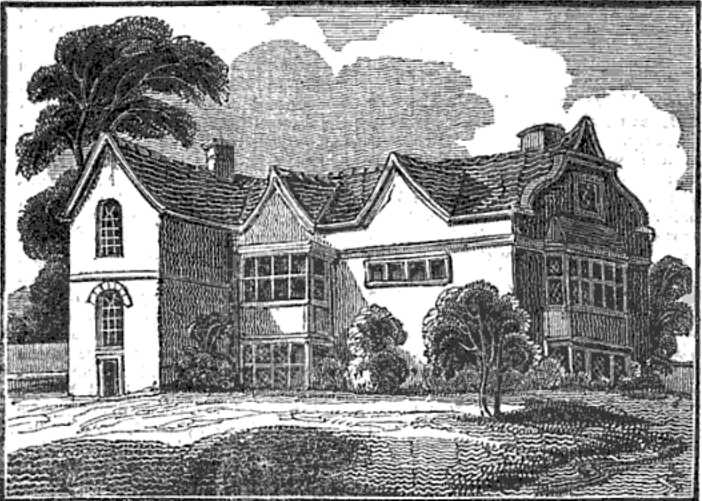
Un cuadro publicado en 1826, presuntamente de la casa donde Howard nació.

Howard nació al norte de Londres, ya sea en Hackney o en Enfield. Su padre, de nombre también John, estaba en el negocio de los tapices en el mercado de Smithfield.  Huérfano de su madre Ann Pettitt a los cinco años, y descrito como "niño enfermizo",  fue enviado para vivir a Cardington, Bedfordshire, a unas cincuenta millas de Londres, donde su padre tenía propiedad. Su padre, un estricto disciplinario con fuertes creencias religiosas, envió al joven John joven a una escuela en Hertford y posteriormente a una academia religiosa en Londres.

## Prisionero
Partió a Portugal a continuación del terremoto de Lisboa, viajando en el Hanover, que acabó siendo capturado por corsarios franceses. Estuvo encarcelado en Brest por seis días antes de ser transferido a otra prisión en la costa francesa.  Posteriormente le intercambiaron por un agente francés apresado por los británicos, y él viajó de inmediato y apeló a la Comisión de Marineros Enfermos y Heridos en Londres para buscar ayuda a favor del resto de cautivos de los franceses.  Generalmente se cree que esta experiencia personal generó el interés de Howard en las prisiones.

## Carrera
John Howard fue nombrado alguacil mayor de Bedfordshire en 1773,  inicialmente por un periodo de un año. Tal era su dedicación, más bien que delegar sus deberes al sub-alguacil como era costumbres, que Howard inspeccionó la prisión del condado él mismo. Impresionado por lo que vio, se  encontró motivado a inspeccionar prisiones por todas partes de Inglaterra.  Una preocupación particular a Howard era aquellos prisioneros quienes estaban retenidos porque no podrían pagar su propia manutención al carcelero. Llevó este asunto al Parlamento, y en 1774 Howard se apersonó para dar evidencia sobre las condiciones de prisión a un comité de la cámara de los Comunes. Los miembros de aquel comité quedaron tan impresionados que, inusualmente, Howard fue convocado a la barra de la cámara y públicamente se le agradeció por su "humanidad y dedicación".
En 1784, Howard calculó que había viajado más de 42,000 millas (68,000 km) visitando prisiones. Se le había otorgado un doctorado (LLD) por la Universidad de Dublín y se le había dado la Libertad de la Ciudad de Londres (equivalente poco más o menos a recibir las llaves de la ciudad y un gran honor en Inglaterra).  Su cuarta final visita de prisiones inglesas empezó en marzo de 1787 y dos años más tarde  publicó El Estado de las Prisiones en Inglaterra, y Un Relato de los Principales Lazarettos de Europa.
En 1879 Howard visitó la prisión de Ochakov, de la cual opinó: «incluso un corazón de piedra debería sangrar ante semejante espectáculo»

## Honores
Howard ha sido el primer civil  en ser honrado con una estatua en la catedral de San Pablo en Londres. Fue elegido un miembro honorario extranjero de la Academia estadounidense de Artes y Ciencias en 1790.